# شهرستان تیئلت
شهرستان تیئلت (به فرانسوی: Tielt) در استان فلاندری غربی  در منطقه فلاندری در کشور بلژیک واقع شده‌است.